# Dancing (canción de Kylie Minogue)
«Dancing» es una canción de la cantante australiana Kylie Minogue, tomada de su decimocuarto álbum de estudio Golden (2018). La canción fue lanzado por BMG Rights Management en vinilo de 7" y para descarga digital. La canción fue escrita por Minogue, Steve McEwan y Nathan Chapman. Fue producida por Sky Adams. Musicalmente, “Dancing” es una salida de la electronic dance music habitual de Minogue. sonido, y cambia al country pop con influencias de electrónica y electropop. “Dancing” se estrenó como sencillo principal del álbum el 19 de enero de 2018.
El sencillo recibió la aclamación de los críticos musicales, con elogios dirigidos a la producción de la canción y al sonido influenciado por el país. Los críticos también lo destacaron como una de las mejores y más personales grabaciones de Minogue hasta la fecha. Comercialmente, se desempeñó moderadamente en varias listas de éxitos, alcanzando los diez primeros en España, los cuarenta mejores en el Reino Unido y los cincuenta primeros en Australia, Bélgica, Francia y Nueva Zelanda, entre otros. El audio oficial fue subido al canal de YouTube de Minogue ese mismo día, y un video musical de acompañamiento se estrenó el 1 de febrero de 2018.

## Antecedentes y lanzamiento
En 2016, Minogue lanzó su último álbum de estudio con el sello discográfico de larga duración Parlophone, titulado Kylie Christmas. Después de su salida de la etiqueta, Minogue firmó un nuevo contrato discográfico con BMG Rights Management que lanzará su próximo álbum internacionalmente. En diciembre de 2017, Minogue y BMG llegaron a un acuerdo conjunto con Mushroom Music Labels, bajo el sello de la división de distribución Liberation Music, para lanzar su nuevo álbum en Australia y Nueva Zelanda. A lo largo de ese año, Minogue trabajó con escritores y productores para su decimocuarto álbum de estudio, incluyendo Amy Wadge, Sky Adams, DJ Fresh, Nathan Chapman, y se asoció con los colaboradores anteriores Richard Stannard, The Invisible Men y Karen Poole. “Dancing” fue una de las canciones escritas y grabadas en Nashville, Tennessee, donde sintió que la ubicación tenía un efecto “profundo” en ella.

## Rendimiento comercial
Comercialmente, “Dancing” se desempeñó moderadamente en varias listas de música. El primero ingresó en las listas de Nueva Zelanda donde alcanzó el número siete. Este se convirtió en el primer sencillo del cantante en trazar en el país desde “Timebomb” desde 2012, que alcanzó el número 33 en la tabla original del país. En Bélgica, entró en la lista de Ultratip de Valonia en el número 46, y alcanzó el máximo de 14 cinco semanas más tarde. Más tarde alcanzó el número 44 en la lista de Ultratip de Flandes. “Dancing” se convirtió en el sencillo de gráficos más alto de Minogue en Francia desde “All the Lovers” desde 2010, abriéndose en el número 23 durante una semana; también alcanzó el número cinco en la lista de canciones digitales de Finlandia, proporcionada por Billboard.
En el Reino Unido, “Dancing” se estrenó en el número 47 en la lista de sencillos del Reino Unido antes de partir de inmediato, su primer sencillo para trazar desde “Only You” desde 2015 con el comediante británico James Corden. Una vez que se lanzó el video, volvió a ingresar al número 93 antes de volver a salir durante dos semanas. Después de su interpretación de la canción en la televisión en vivo, la canción volvió a ingresar en el número 50, quedándose en la lista durante otra semana después en el número 61. Más tarde alcanzó el número 38 después del lanzamiento de Golden. Además, debutó en el número cinco en la lista indie del Reino Unido, y alcanzó el puesto número 10 en la lista de sencillos del Escocia. Tuvo un desempeño inferior en la australiana nativa de Minogue, abriendo en el número 46, empatando con “Into the Blue” como su sencillo principal más pobre en el país; también alcanzó el número ocho en la tabla de dance del país. Además, “Dancing” hizo apariciones en varias listas de radio en toda Europa, incluso en Hungría en el número 17, y en el número 19 en Polonia.

## Formato y pistas
Estos son los formatos y las listas de canciones de los principales lanzamientos de “Dancing”.
- Vinilo de 7"

1. "Dancing"
2. "Rollin'"

- Descarga digital

1. "Dancing" (Initial Talk Remix) – 3:43

- Descarga digital

1. "Dancing" (Illyus & Barrientos Remix) – 5:41

- Descarga digital

1. "Dancing" (Anton Powers Remix) - 5:06
2. "Dancing" (Anton Powers Edit) - 3:04

- Descarga digital del EP

1. "Dancing" – 2:59
2. "Dancing" (Anton Powers Edit) – 3:04
3. "Dancing" (Illyus & Barrientos Remix) – 5:41
4. "Dancing" (Initial Talk Remix) – 3:44

## Historial de publicación
| País           | Fecha                 | Formato                                                 | Discográfica   |
| -------------- | --------------------- | ------------------------------------------------------- | -------------- |
| Various        | 19 de enero de 2018   | Descarga digital, streaming                             | Darenote       |
| Australia      | 19 de enero de 2018   | Contemporary hit radio                                  | Liberator, BMG |
| Italia         | 19 de enero de 2018   | Contemporary hit radio                                  | BMG            |
| Reino Unido    | 19 de enero de 2018   | Contemporary hit radio                                  | BMG            |
| Varios         | 23 de febrero de 2018 | Descarga digital, streaming (Initial Talk Remix)        | Darenote       |
| Varios         | 2 de marzo de 2018    | Descarga digital, streaming (Illyus & Barrientos Remix) | Darenote       |
| Varios         | 9 de marzo de 2018    | Descarga digital, streaming (Anton Powers Remix)        | Darenote       |
| Germania       | 6 de abril de 2018    | Vinilo                                                  | BMG            |
| Estados Unidos | 6 de abril de 2018    | Vinilo                                                  | BMG            |